# Lene Hau

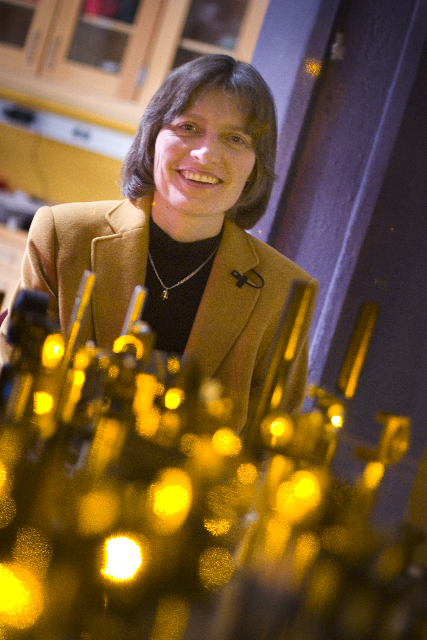
Lene Hau in ihrem Labor in Harvard

Lene Vestergaard Hau (* 13. November 1959 in Vejle, Dänemark) ist eine dänische Physikerin. 1999 leitete sie ein Team an der Harvard University, dem es gelang, mit Hilfe eines Bose-Einstein-Kondensates Licht auf etwa 17 Meter pro Sekunde abzubremsen. 2001 gelang es der Gruppe, das Licht für einen Moment vollkommen anzuhalten.

## Leben
Hau studierte Mathematik und Physik an der Universität Aarhus (Vordiplom-Abschluss in Mathematik 1984, Diplom in Physik 1986). Sie war einige Monate am CERN und 1988 als Carlsberg-Stipendiatin am Rowland Institute for Science der Harvard University. Dort wandte sie sich von der theoretischen Physik experimentellen Arbeiten im Bereich Bose-Einstein-Kondensate zu. Mit der dort durchgeführten Arbeit promovierte sie 1991 in Aarhus (Bound states of guided matter waves: An atom and a charged wire). Seit 1999 ist sie in Harvard Gordon-McKay-Professor für angewandte Physik.
2001 war sie MacArthur Fellow. 2009 wurde sie in die American Academy of Arts and Sciences gewählt, 2023 zum Mitglied der American Philosophical Society. Sie ist Mitglied der Königlich Schwedischen Akademie der Wissenschaften. Für 2019 wurden ihr der Preis der Olav-Thon-Stiftung, die Lars Onsager Lecture und die Dirac Medal der University of New South Wales zugesprochen.